# プロビデンシア属
プロビデンシア属は腸内細菌科に属し、プロテウス族に分類されるグラム陰性の非芽胞形成通性嫌気性桿菌。鞭毛を持ち、運動性がある。かつてはプロテウス属とされていたが分離された。名称はアメリカロードアイランド州プロビデンスに因む。基準種はプロビデンシア・アルカリファシエンスで、GC比は39から42。
ヒトの腸内で見られ、ヒトにおける日和見感染の原因菌のひとつである。他に尿路感染の原因となるとされる。フォーゲスプロスカウエル試験陰性、フェニルメチルレッド試験陽性。アミノ酸の脱アミノ化を行う代謝特性があり、シアン化カリウム、クエン酸及び酒石酸を炭素源として利用できる。